# Christian Fittipaldi
Pour les autres membres de la famille, voir Fittipaldi.
Christian Fittipaldi est un pilote automobile brésilien né le 18 janvier 1971 à São Paulo (Brésil).

## Biographie
Fils de Wilson Fittipaldi (modeste pilote de Formule 1 des années 1970 et fondateur de l'écurie Copersucar-Fittipaldi) et neveu d'Emerson Fittipaldi (double champion du monde de Formule 1 en 1972 et 1974), Christian Fittipaldi commence sa carrière par le karting. Champion sud-américain de Formule 3 en 1990, puis champion de F3000 en 1991, il accède à la Formule 1 en 1992 dans la modeste écurie Minardi.
Sa première saison dans la discipline reine est marquée par un grave accident au GP de France qui le laisse plusieurs semaines hors des GP. Il effectue néanmoins un brillant retour en marquant ses premiers points en fin d'année au GP du Japon. Toujours chez Minardi en 1993, il effectue un beau début de saison (4e en Afrique du Sud et 5e à Monaco) avant que ses rapports avec son équipe ne se dégradent au fil de l'année, ce qui lui vaut de ne pas finir le championnat. Cette saison 1993 est en outre marquée par son GP d'Italie, où il franchit la ligne d'arrivée sur trois roues après avoir effectué un spectaculaire looping, conséquence d'un accrochage avec son coéquipier Pierluigi Martini. En 1994, Fittipaldi trouve refuge dans l'écurie Footwork, mais malgré deux 4e place (à Aida et à Hockenheim), il ne parvient pas à attirer l'œil d'une grande écurie, et préfère rebondir dans le championnat CART, où il retrouve son oncle Emerson, véritable star aux États-Unis. Entretemps il remporte les 24 Heures de Spa en 1993 avec Jean-Pierre Jarier et Uwe Alzen sur Porsche 911 Carrera RSR et les 1 000 miles du Brésil l'année suivante sur la même voiture avec son père.
Christian se met en évidence dès ses débuts en CART. Second des 500 miles d'Indianapolis 1995, il reçoit le trophée du meilleur débutant de l'année de l'épreuve. La suite est pourtant plus délicate pour Christian, qui fera preuve d'une remarquable régularité au plus haut niveau pendant plusieurs années, mais sans jamais apparaître comme l'un des tenors de la discipline malgré quelques victoires.
Fin 2002, Fittipaldi décide de quitter le CART pour tenter sa chance dans les épreuves de stock-car, que ce soit en ARCA ou en Nascar (Busch Series et Winston Cup). Intégré en 2003 à l'écurie de Richard Petty, Fittipaldi va pourtant décevoir. Au bout d'une seule année sans résultats notables, il est remercié.
Depuis, Fittipaldi s'est reconverti dans les épreuves d'endurance nord-américaine, tout en remportant les 250 miles de Phœnix en 2003. En 2004 et 2014, il gagne les 24 Heures de Daytona. Au Brésil, il dispute le championnat local de voitures de tourisme. En 2006, il effectue un retour à la monoplace en disputant, pour le compte de l'équipe du Brésil, plusieurs épreuves du championnat A1 Grand Prix 2005-2006.
En 2014, il est engagé par l'écurie Action Express Racing pour disputer l'United SportsCar Championship au volant d'une Coyote Corvette Daytona Prototype avec João Barbosa et Sébastien Bourdais ; il remporte la compétition, ainsi que le NAEC toujours associé au Portugais Barbosa.
En 2015, il remporte les 12 Heures de Sebring 2015 avec Sébastien Bourdais et João Barbosa.

## Palmarès
- Champion de Formule 3000 1991
- Vainqueur des 24 Heures de Spa 1993
- 2 victoires en CART
- Vainqueur des 24 Heures de Daytona 2004
- Vainqueur des 24 Heures de Daytona 2014
- Vainqueur des 12 Heures de Sebring 2015
- Vainqueur des 24 Heures de Daytona 2018

## Résultats en championnat du monde de Formule 1
| Saison | Écurie          | Châssis          | Moteur          | Pneus    | GP disputés | Points inscrits | Classement |
| ------ | --------------- | ---------------- | --------------- | -------- | ----------- | --------------- | ---------- |
| 1992   | Minardi F1 Team | M191B M191L M192 | Lamborghini V12 | Goodyear | 10          | 1               | 17e        |
| 1993   | Minardi F1 Team | M193             | Ford V8         | Goodyear | 14          | 5               | 13e        |
| 1994   | Footwork Ford   | FA15             | Ford V8         | Goodyear | 16          | 6               | 14e        |

| 1992          | Minardi Team  | Minardi M191  | Lamborghini 3.5 L V12 | RSA Abd. | MEX Abd. | BRA Abd. | ESP 11   |          |         |        |        |        |        |          |          |        |        |       |       | 17e | 1 |
| 1992          | Minardi Team  | Minardi M192  | Lamborghini 3.5 L V12 |          |          |          |          | SMR Abd. | MON 8   | CAN 13 | FRA Nq | GBR    | GER    | HUN      | BEL Nq   | ITA Nq | POR 12 | JPN 6 | AUS 9 | 17e | 1 |
| 1993          | Minardi Team  | Minardi M193  | Ford HB 3.5 L V8      | RSA 4    | BRA Abd. | EUR 7    | SMR Abd. | ESP 8    | MON 5   | CAN 9  | FRA 8  | GBR 12 | GER 11 | HUN Abd. | BEL Abd. | ITA 8  | POR 9  | JPN   | AUS   | 13e | 5 |
| 1994          | Footwork Ford | Footwork FA15 | Ford HB 3.5 L V8      | BRA Abd. | PAC 4    | SMR 13   | MON Abd. | ESP Abd. | CAN DSQ | FRA 8  | GBR 9  | GER 4  | HUN 14 | BEL Abd. | ITA Abd. | POR 8  | EUR 17 | JPN 8 | AUS 8 | 15e | 6 |
| Légende : ici |               |               |                       |          |          |          |          |          |         |        |        |        |        |          |          |        |        |       |       |     |   |

## Résultats aux 24 heures du Mans
| Année | Voiture           | Équipe             | Équipiers                        | Résultat |
| ----- | ----------------- | ------------------ | -------------------------------- | -------- |
| 2006  | Saleen S7-R       | ACEMCO Motorsports | Terry Borcheller / Johnny Mowlem | 11e      |
| 2007  | Aston Martin DBR9 | Team Modena        | Antonio García / Jos Menten      | 17e      |
| 2008  | Aston Martin DBR9 | Team Modena        | Terry Borcheller / Jos Menten    | 30e      |